# Алач (ногайский мирза)
Алач — ногайский Мирза, а также казахский князь. Сын бия Ямгурчи.
В 1515–1516 годах Агиш-бий и Алач-мирза, возглавляя 300 тысяч человек, переселились к Касим-хану, в результате чего численность населения Казахского ханства увеличилась до одного миллиона человек.
После смерти Касим-хана его племянник Тахир взошёл на престол, но быстро растерял поддержку среди казахов. В результате население ханства сократилось с одного миллиона до 400 тысяч человек. Это произошло, во-первых, из-за ухода мангытов во главе с Алашем и Агишем, численностью около 300 тысяч, а во-вторых — из-за бегства части населения от жестокого правления самого Тахира.
После смерти Касим-хана в Казахском ханстве начались внутренние конфликты, о чём свидетельствует переписка крымского хана Мухаммед-Гирея I с польско-литовским королём Сигизмундом I, зафиксированная в Литовской метрике. В письме от 1522 года сообщалось, что группа казахских князей во главе с Алачем и его братом Агишем Атачиком при поддержке 32 мурз и 50-тысячного войска свергла некоего «царя Буйдаша Касымовича» и выразила готовность перейти под власть Крыма. Личность Буйдаша вызывает споры: предположительно, это мог быть либо неизвестный сын Касима, либо хан Буйдаш, сын Адика, ошибочно названный Касымовичем. Упомянутые князья Алач и Агиш не известны в казахской традиции, но фигурируют в ногайских источниках как сыновья Ямгурчи, что указывает на возможное происхождение из Ногайской Орды и формальное подчинение Казахскому ханству. Обращение к крымскому хану, вероятно, означало попытку найти нового сюзерена без утраты автономии.
На деле для кочевников того времени главной была родовая принадлежность, а не «национальные» названия. Такие термины, как «казах», «ногай» или «шибанид», скорее обозначали политическую ориентацию. Один и тот же человек мог быть и казахом, и ногайцем, и узбеком — как, например, Алаш и Агиш из рода акмангытов. Даже став «казахами», они по-прежнему оставались мангытами по роду.
В 1489 г. обсуждался вопрос о его браке с дочерью казанского хана Мухаммед-Амина, который был ставленником Москвы. Иван III использовал этот брак для давления на ногаев, требуя, чтобы они компенсировали награбленное в набеге на казанцев. Ямгурчи, стараясь установить дружеские отношения с крымским ханством, обещал Менгли Гирею прислать для защиты от сыновей Ахмата войско под командованием Алача. Летом 1507 гонец, следующий из Москвы к Хасану и Алачу, был перехвачен и отослан назад Алчагиром.
В марте 1535 произошёл конфликт с Саид-Ахметом. Алач с сыновьями и его племянники, сыновья Агиша, отъехали в Астрахань, где нашли поддержку хана Абд ар-Рахмана. Летом 1535 г., когда Саид Ахмет находился на востоке для защиты от Казахского ханства вместе с двумя астраханскими царевичами потомки Ямгурчи захватили Сарайчук, но были изгнаны оттуда Шейх-Мамаем. Саид-Ахмет требовал от астраханского хана выдачи беглецов. Тогда они захватили заложниками двух астраханских царевичей и покинули Астрахань. Они остановились в степи и направили послов к крымскому хану.